# 北海道道270号岩内港線
北海道道270号岩内港線（ほっかいどうどう270ごう いわないこうせん）は、北海道岩内郡岩内町内を結ぶ一般道道（北海道道）である。

## 概要

### 路線データ
- 起点：北海道岩内郡岩内町字万代（地方港湾 岩内港）
- 終点：北海道岩内郡岩内町字御崎（国道229号交点）
- 総延長：1.338 km
- 実延長：1.319 km
- 重用延長：0.019 km

### 道路管理者
- 後志総合振興局 小樽建設管理部 共和出張所

## 歴史
- 1957年（昭和32年）7月25日 - 200号として路線認定[1]。
- 1994年（平成6年）10月1日 - 路線番号を270号に変更[2]。

この路線の前身は、1944年（昭和19年）11月25日に認定された準地方費道149号岩内港蘭越停車場線の一部区間である。

## 路線状況

### 道路施設

#### 道の駅
- 道の駅いわない

## 地理

### 通過する自治体
- 後志総合振興局
  - 岩内郡岩内町

### 交差する道路
岩内町
- 国道229号 - 字御崎（終点）

### 沿線にある施設など
岩内町
- 岩内港
- いわないマリンパーク
- 木田金次郎美術館